# Pembela Tanah Air

Flaga używana przez PETA

Pembela Tanah Air („Obrońcy Ojczyzny”, PETA) – ochotnicza formacja zbrojna złożona z mieszkańców wysp Jawa i Bali na obszarze Holenderskich Indii Wschodnich w służbie Japonii, istniejąca podczas II wojny światowej.
Idea powstania PETA była związana z sytuacją wojenną Japończyków na przełomie 1942 i 1943 r. W wyniku ciężkich walk na Wyspach Salomona i Nowej Gwinei wojska cesarskie zostały zmuszone na pocz. 1943 r. do wycofania się z tego obszaru. Garnizon na wyspie Jawa zredukowano do ok. 10 tys. ludzi. W tej sytuacji gen. Masazumi Ineda, szef sztabu 17 Armii stacjonującej w Singapurze, zaproponował rządowi Hideki Tōjō uzbrojenie Indonezyjczyków, uzyskując w lipcu oficjalną zgodę.
Ostatecznie PETA została utworzona we wrześniu/październiku rozkazem dowództwa japońskiej 16 Armii okupującej Jawę. Wywodziła się ona z pomocniczych sił paramilitarnych zwanych Giyu-gun, sformowanych na pocz. września na Jawie. Japońskie władze okupacyjne zgodziły się wkrótce na przekształcenie ich w PETA. Jednym z jej głównych współzałożycieli był malajski nacjonalista Raden Gatot Mangkupradja. Na jej czele stanął inny malajski nacjonalista Ibrahim Yaakub, uwolniony z więzienia przez Japończyków po kapitulacji Singapuru. Dużą rolę w jej utworzeniu odegrali także działacze Narodowej Partii Indonezji Ahmed Sukarno i Mohammad Hatta, od początku okupacji współpracujący z okupantami. Japończycy pozyskali Malajów głoszonym przez siebie hasłem „Azja dla Azjatów”.
Krajowcy zajmowali w PETA wszystkie stanowiska – od zwykłych żołnierzy do oficerów, co różniło ją od innych tego typu kolaboracyjnych formacji. Japońscy oficerowie pełnili jedynie funkcje doradców i szkoleniowe. Żołnierze formacji nosili mundury japońskiej armii, a także częściowo pochodzące z zapasów Królewskiej Armii Holenderskich Indii. Insygnia i stopnie też były japońskie. Zapleczem dla kadr PETA była organizacja młodzieżowa Barisan Hizbullah, utworzona w grudniu 1943 r. Japończycy przez cały okres okupacji nie dowierzali w lojalność PETA, dlatego m.in. nie utworzyli wspólnego dowództwa, ograniczali jej szkolenie, czy zakazywali kontaktów pomiędzy poszczególnymi pododdziałami rozlokowanymi w różnych miejscach.
W późniejszym okresie okupacji Malajowie zorientowali się, że Japończycy są jednak bardziej brutalni niż europejscy koloniści. W tej sytuacji PETA rozpoczęła tajną współpracę z Malajską Ludową Armią Antyjapońską (MPAJA), która przygotowywała komunistyczny przewrót po zakończeniu japońskiej okupacji. Współdziałała także z partyzantką zorganizowaną i kierowaną przez Brytyjczyków w ramach Force 136. Dochodziło również do otwartych buntów niektórych oddziałów, np. w poł. lutego 1944 r. w Blitar we wschodniej części Jawy. Były one krwawo pacyfikowane przez Japończyków. Pod koniec wojny PETA liczyła ok. 120 tys. ludzi zorganizowanych w 69 batalionach (daidans), w tym 66 na Jawie i 3 na Bali.
Po proklamowaniu niepodległości Indonezji w sierpniu 1945 r., PETA współtworzyła Badan Keamanan Rakyat (Ludowy Korpus Bezpieczeństwa), który był zalążkiem armii indonezyjskiej oficjalnie powołanej 5 października. Byli oficerowie PETA stanowili elitę władzy powstającej Indonezji.